# Idiofona glazbala
Idiofona glazbala su skupina samozvučnih glazbala, kod kojih se zvuk generira od strane vlastite elastične materije.
Zvuk se dobiva primjerice udaranjem ili trzanjem.
Predstavljaju ritamske instrumente u svim kulturama svijeta.
Idiofoni su udaraljke kao primjerice: gong, zvono, trokut, kastanjete, maracas, marimba, slit bubanj i brojni drugi.

## Vanjske poveznice

### Sestrinski projekti
|  | Zajednički poslužitelj ima još gradiva o temi idiofona glazbala |

### Mrežna mjesta
- LZMK / Proleksis enciklopedija: idiofona glazbala